# Heartland (Owen Pallett)
Heartland è il terzo album in studio del musicista canadese Owen Pallett, pubblicato nel 2010.

## Tracce
1. Midnight Directives – 3:36
2. Keep the Dog Quiet – 3:10
3. Mount Alpentine – 0:49
4. Red Sun No. 5 – 3:41
5. Lewis Takes Action – 2:54
6. The Great Elsewhere – 5:50
7. Oh Heartland, Up Yours! – 4:07
8. Lewis Takes Off His Shirt – 5:08
9. Flare Gun – 2:21
10. E Is for Estranged – 5:25
11. Tryst with Mephistopheles – 6:53
12. What Do You Think Will Happen Now? – 2:38